# Relazioni bilaterali tra Kazakistan e Uzbekistan
Le relazioni bilaterali tra Kazakistan e Uzbekistan fanno riferimento ai rapporti diplomatici ed economici tra la Repubblica del Kazakistan e la Repubblica dell'Uzbekistan. Il Kazakistan ha un'ambasciata a Tashkent e un consolato generale a Samarcanda. L'Uzbekistan ha un'ambasciata ad Astana e ha consolati generali ad Almaty e Aktau.
Le relazioni bilaterali sono state recentemente elevate, passando da un semplice partenariato strategico ad una vera e propria alleanza nel 2021.

## Storia
Sia il Kazakistan che l'Uzbekistan facevano parte dell'Unione Sovietica, fino al suo scioglimento ufficiale nel 1991. Nel 2017, il presidente uzbeco Shavkat Mirziyoyev si è impegnato a migliorare le relazioni con il vicino Kazakistan. Il 2018 è stato dichiarato "Anno dell'Uzbekistan in Kazakistan". Il 27 novembre 2018, il presidente kazako Nursultan Nazarbaev ha dichiarato: "Oggi i nostri rapporti sono ad un ottimo livello. Io e Shavkat Mirziyoyev ci incontriamo più volte all'anno e discutiamo di tutte le questioni urgenti nel campo della cooperazione economica e politica".

### Visite
L'ex presidente uzbeko Islam Karimov ha visitato diverse volte il Kazakistan. Lo stesso si può dire anche per l'ex presidente kazako Nursultan Nazarbayev nelle sue visite a Tashkent. Il 15 aprile 2019, il presidente kazako Qasym-Jomart Toqaev e Mirziyoyev hanno inaugurato l'Anno del Kazakistan in Uzbekistan durante una visita ufficiale a Tashkent. Tokayev ha ricordato: "Siamo uniti da un'unica lingua, religione, storia comune e un unico destino. I nostri popoli sono gli eredi dell'antica e grande civiltà dell'Asia centrale".

## Confine
Agli inizi del XXI secolo, il 96% del confine internazionale tra Uzbekistan e Kazakistan era stato determinato. Nel 2001, dopo accordi reciproci, solo la linea di confine in tre zone contese (Bagys, Arnasai e Nsan) era rimasta non tracciata. Nel settembre 2002, il Kazakistan e l'Uzbekistan avevano completamente risolto il corso dei loro 2.440 km di confine condiviso.

### Barriera tra Kazakistan e Uzbekistan

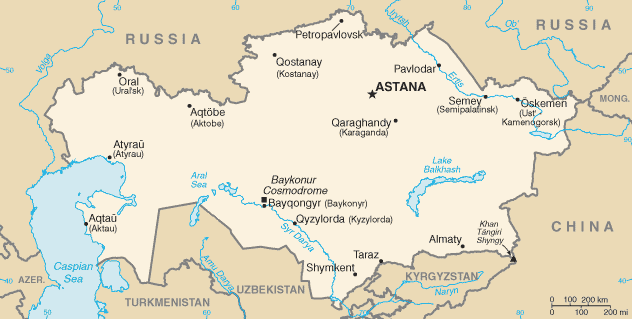
Mappa del Kazakistan con l'Uzbekistan a sud

Il 19 ottobre 2006, il Kazakistan ha costruito una barriera di sicurezza lunga 45 km che copre parte del confine con l'Uzbekistan. La barriera tra Kazakistan e Uzbekistan attraversa i distretti amministrativi di Saryaǧaš e Maqtaaral nel Kazakistan meridionale ed è costituita da una recinzione di filo spinato alta 2,5 m che include proiettori. La parte uzbeka comprende alcune città densamente popolate dell'Uzbekistan orientale. È stata costruita per frenare il contrabbando di droga attraverso il confine.

## Ambasciatori

### Ambasciatori del Kazakistan in Uzbekistan
- Saylau Batyrsha-uly (1993-1994)
- Nazhameden Iskaliev (1994-1997)
- Umirzak Uzbekov (1997-2003)
- Tleukhan Kabdrakhmanov (2003-2006)
- Askar Mirzakhmetov (2006-2007)
- Zautbek Turisbekov (2007-2009)
- Boribay Zheksembin (2010-2015)
- Yerik Utembaev (2016-2019)
- Darkhan Satybaldy (dal 2019)

### Ambasciatori dell'Uzbekistan in Kazakistan
- Ikrom Nazarov (2016-2018)
- Saidikram Niyazkhodzhaev (dal 2018)